# Bonsall Øer
Bonsall Øer är öar i Grönland (Kungariket Danmark).   De ligger i kommunen Qaasuitsup, i den nordvästra delen av Grönland, 1 700 km norr om huvudstaden Nuuk.